# ドラクレシュティ家
ドラクレシュティ家（The House of Drăculești）は、ワラキア公国の公家の一つ。バサラブ朝の流れを組み、ミルチャ1世老公の息子にして、『吸血鬼ドラキュラ』に登場するドラキュラ伯爵のモデルとして知られるヴラド3世串刺し公の父、ヴラド2世悪魔公を始祖とする。家名はヴラド2世がハンガリー王国のドラゴン騎士団の一員であったことに由来する。ヴラド2世の伯父であるダン1世を始祖とする別の公家、ダネシュティ家と公位を巡って争った。
1601年、ミハイ2世勇敢公の死によって男系は断絶した。

## 主要な人物
- ヴラド2世 (1436–1442年、1443–1447年)
- ミルチャ2世 (1442年)
- ヴラド3世 (1448年、1456–1462年、1476年)
- ラドゥ3世 (1462–1473年、1474年)
- ミハイ2世 (1593–1600年)